# Điểm dừng xe buýt
Trạm dừng xe buýt hay điểm dừng xe buýt là nơi được chỉ định nơi xe buýt dừng để hành khách lên và xuống xe buýt. Việc xây dựng các điểm dừng xe buýt có xu hướng phản ánh mức độ sử dụng, trong đó các điểm dừng tại các địa điểm bận rộn có thể có nhà chờ, chỗ ngồi và có thể là hệ thống thông tin hành khách điện tử; các điểm dừng ít bận rộn hơn có thể sử dụng cột và cờ đơn giản để đánh dấu vị trí. Các điểm dừng xe buýt, ở một số địa điểm, được nhóm lại với nhau thành các trung tâm vận chuyển cho phép trao đổi giữa các tuyến từ các điểm dừng gần đó và với các chế độ giao thông công cộng khác để tối đa hóa sự thuận tiện.

## Các loại dịch vụ

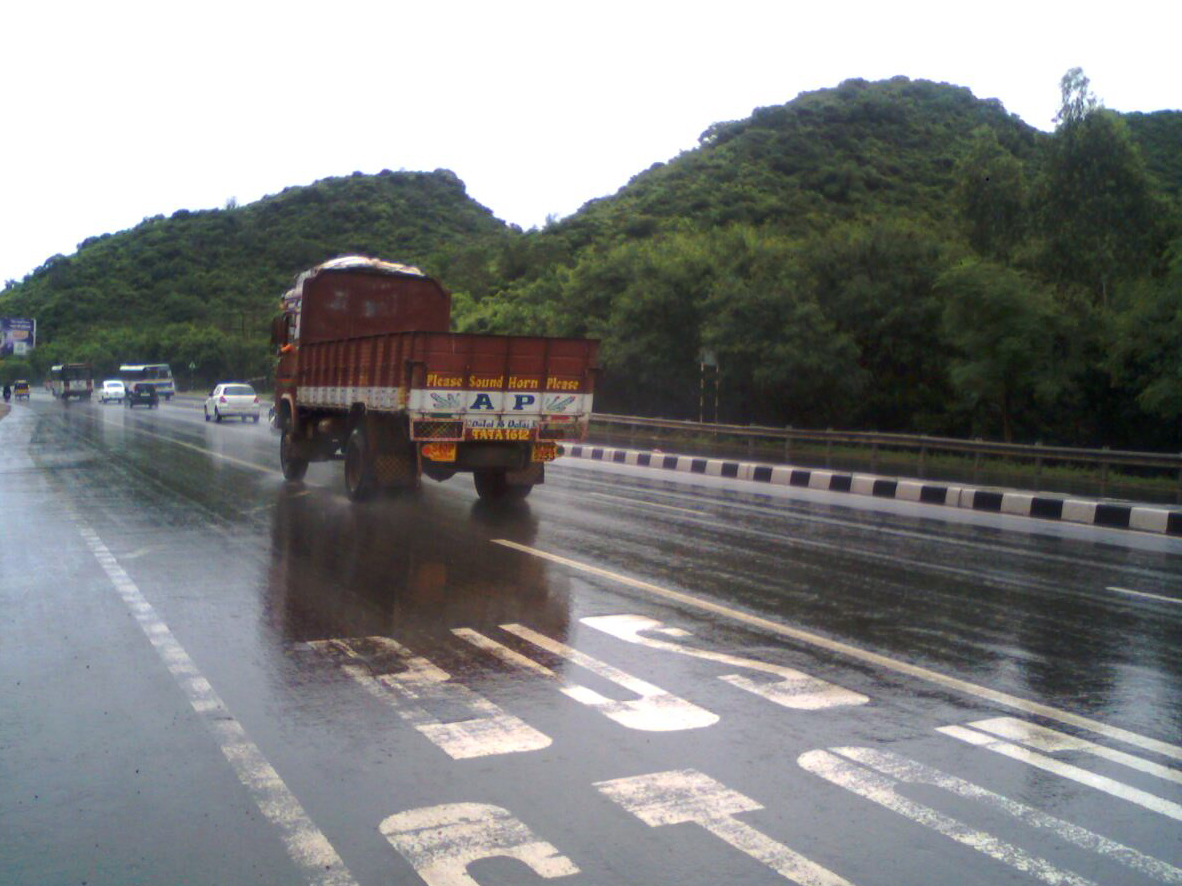
Một trạm dừng xe buýt trên đường cao tốc ở Visakhapatnam, Ấn Độ

Đối với mục đích hoạt động, có ba loại điểm dừng chính: Điểm dừng theo lịch trình, tại đó xe buýt sẽ dừng bất kể nhu cầu; điểm dừng theo yêu cầu (hoặc dừng cờ), tại đó xe sẽ chỉ dừng theo yêu cầu; và điểm dừng khi có khách vẫy, tại đó một chiếc xe sẽ dừng ở bất cứ đâu dọc theo phần đường được chỉ định theo yêu cầu.
Một số điểm dừng nhất định có thể bị giới hạn ở "chỉ xả khách" hoặc "chỉ đón khách". Một số điểm dừng có thể được chỉ định là "điểm dừng thời gian" và nếu phương tiện đến đó sớm hơn thời gian đã định, nó sẽ đợi ở đó để đảm bảo đồng bộ hóa chính xác với thời gian biểu. Trong các khu vực đô thị dày đặc nơi khối lượng xe buýt cao, đôi khi các điểm dừng được sử dụng để tăng hiệu quả và giảm sự chậm trễ tại các điểm dừng xe buýt. Các giai đoạn giá vé cũng có thể được xác định bởi vị trí của một số điểm dừng nhất định trong các hệ thống thu phí vé theo khoảng cách hoặc theo vùng. Điểm dừng chủ nhật gần với một nhà thờ và chỉ được sử dụng vào Chủ nhật.

## Lịch sử
Từ thế kỷ 17 đến thế kỷ 19, các xe ngựa kéo Stage Coach chạy các dịch vụ thường xuyên giữa nhiều thị trấn châu Âu, bắt đầu và dừng lại ở các nhà trọ Coaching nơi ngựa có thể được thay đổi và hành khách lên xe hoặc xuống xe, tạo thành hình thức dừng xe buýt sớm nhất.   Angel Inn, Islington, điểm dừng chân đầu tiên trên tuyến đường từ London đến York, là một ví dụ đáng chú ý của một nhà trọ như vậy. Một chỗ ngồi trong một xe Stage Coach thường phải được đặt trước.
John Greenwood đã mở tuyến xe buýt đầu tiên ở Anh tại Manchester vào năm 1824, chạy một tuyến cố định và cho phép hành khách lên tàu theo yêu cầu trên đường đi mà không cần đặt trước. Các địa danh như Nhà công cộng, nhà ga và nút giao thông đường bộ trở thành điểm dừng chân thông thường.